# Halowe Mistrzostwa Europy w Lekkoatletyce 1990 – bieg na 60 m przez płotki kobiet
Bieg na 60 metrów przez płotki kobiet – jedna z konkurencji biegowych rozgrywanych podczas halowych lekkoatletycznych mistrzostw Europy w  hali Kelvin Hall w Glasgow. Eliminacje, półfinały i bieg finałowy zostały rozegrane 4 marca 1990. Zwyciężyła reprezentantka Związku Radzieckiego Ludmiła Narożylenko. Tytułu zdobytego na poprzednich mistrzostwach nie broniła Jordanka Donkowa z Bułgarii.

## Rezultaty

### Eliminacje
Rozegrano 3 biegi eliminacyjne, do których przystąpiło 16 biegaczek. Awans do półfinałów dawało zajęcie jednego z pierwszych dwóch miejsc w swoim biegu (Q). Skład półfinałów uzupełniło sześć zawodniczek z najlepszym czasem wśród przegranych (q).
Opracowano na podstawie materiału źródłowego.

#### Bieg 1
| Miejsce | Zawodniczka         | Czas | Uwagi |
| ------- | ------------------- | ---- | ----- |
| 1       | Ludmiła Narożylenko | 7,87 | Q     |
| 2       | Anne Piquereau      | 8,23 | Q     |
| 3       | Birgit Wolf         | 8,28 | q     |
| 4       | Ana Barrenechea     | 8,44 | q     |
| 5       | Carla Tuzzi         | 8,48 |       |
| 6       | Ana Oliveira        | 8,75 |       |

#### Bieg 2
| Miejsce | Zawodniczka         | Czas | Uwagi |
| ------- | ------------------- | ---- | ----- |
| 1       | Monique Éwanjé-Épée | 8,04 | Q     |
| 2       | Caren Jung          | 8,19 | Q     |
| 3       | Sylvia Dethier      | 8,29 | q     |
| 4       | Wula Patulidu       | 8,29 | q     |
| –       | Emília Tavares      | DNF  |       |

#### Bieg 3
| Miejsce | Zawodniczka       | Czas | Uwagi |
| ------- | ----------------- | ---- | ----- |
| 1       | Mihaela Pogăcean  | 8,00 | Q     |
| 2       | Christine Hurtlin | 8,09 | Q     |
| 3       | Jacqui Agyepong   | 8,13 | q     |
| 4       | Helena Fernström  | 8,46 | q     |
| 5       | Brigita Bukovec   | 8,50 |       |

### Półfinały
Rozegrano 2 biegi półfinałowe, w których wystartowało 12 biegaczek. Awans do finału dawało zajęcie jednego z dwóch pierwszych miejsc w swoim biegu (Q). Skład finału uzupełniły dwie zawodniczki z najlepszym czasem wśród przegranych (q). Ponieważ dwie zawodniczki uzyskały ten sam czas, odbył się dodatkowy bieg pomiędzy nimi, który wyłonił finalistkę.
Opracowano na podstawie materiału źródłowego.

#### Bieg 1
| Miejsce | Zawodniczka         | Czas | Uwagi |
| ------- | ------------------- | ---- | ----- |
| 1       | Ludmiła Narożylenko | 7,78 | Q     |
| 2       | Monique Éwanjé-Épée | 7,89 | Q     |
| 3       | Birgit Wolf         | 8,13 |       |
| 4       | Jacqui Agyepong     | 8,17 |       |
| 5       | Ana Barrenechea     | 8,34 |       |
| –       | Sylvia Dethier      | DNS  |       |

#### Bieg 2
| Miejsce | Zawodniczka       | Czas | Uwagi |
| ------- | ----------------- | ---- | ----- |
| 1       | Mihaela Pogăcean  | 7,94 | Q     |
| 2       | Anne Piquereau    | 8,06 | Q     |
| 3       | Christine Hurtlin | 8,08 | q     |
| 4       | Caren Jung        | 8,08 |       |
| 4       | Wula Patulidu     | 8,08 |       |
| 6       | Helena Fernström  | 8,38 |       |

#### Dogrywka
| Miejsce | Zawodniczka   | Czas | Uwagi |
| ------- | ------------- | ---- | ----- |
| 1       | Caren Jung    | 8,08 | q     |
| 2       | Wula Patulidu | 8,12 |       |

### Finał
Opracowano na podstawie materiału źródłowego.
| Miejsce | Zawodniczka         | Czas | Uwagi |
| ------- | ------------------- | ---- | ----- |
| 1       | Ludmiła Narożylenko | 7,74 |       |
| 2       | Monique Éwanjé-Épée | 7,84 |       |
| 3       | Mihaela Pogăcean    | 7,99 |       |
| 4       | Anne Piquereau      | 8,0  |       |
| 5       | Caren Jung          | 8,09 |       |
| 6       | Christine Hurtlin   | 8,10 |       |